# Tentulkuli
Tentulkuli è una suddivisione dell'India, classificata come census town, di 5.122 abitanti, situata nel distretto di Howrah, nello stato federato del Bengala Occidentale. In base al numero di abitanti la città rientra nella classe V (da 5.000 a 9.999 persone).

## Geografia fisica
La città è situata a 22° 37' 11 N e 88° 16' 21 E.

## Società

### Evoluzione demografica
Al censimento del 2001 la popolazione di Tentulkuli assommava a 5.122 persone, delle quali 2.587 maschi e 2.535 femmine. I bambini di età inferiore o uguale ai sei anni assommavano a 538, dei quali 268 maschi e 270 femmine. Infine, coloro che erano in grado di saper almeno leggere e scrivere erano 3.485, dei quali 1.909 maschi e 1.576 femmine.